# Utflukt
Utflukt er et norsk idealistisk drevet tidsskrift som omhandler spørgsmål indenfor kultur, litteratur og samfundsliv. Den redaktionelle profil er rettet mod feministiske perspektiver. Skribenter, illustratører og læsere er af begge køn, men redaktionen består kun af kvinder. Teksterne er i mange forskellige former såsom tegneserier, boganmeldelser, personlige essays, nedskrevne samtaler og grundige artikler.
Tidsskriftet udkommer med fire numre om året. Tre af dem med et klart defineret tema, som skribenterne behandler relativt frit. 
Første nummer af Utflukt udkom i 1994.
Tidsskriftet modtager støtte fra Norsk Kulturråd.